# 西山至之
西山 至之（にしやま のりゆき、生没年不詳）は、江戸時代初期の肥後熊本藩士。室町幕府13代将軍足利義輝の遺児といわれる尾池義辰の子。初め尾池伝右衛門（諱：唯高）と称し、後に姓名を改めて西山左京（至之）を名乗った。父を招いた熊本藩主細川忠利から細川綱利の代まで仕える。石高は1000石。家格は比着座同列定席。子に西山重辰、西山之氏。

## 経歴
『全讃史』によれば、父の義辰は讃岐高松藩主生駒家より2000石を授けられており、至之と弟の尾池藤左衛門が各1000石を相続したという。
寛永14年（1637年）の生駒家改易（生駒騒動）や島原の乱の頃に肥後熊本藩主細川氏から熊本城下に召し寄せらるが、高松藩時代同様に知行1000石・無役・客分に遇され、左右着座の上座にあたる比着座同列定席の家格に編入される（弟の藤左衛門も1000石を知行した）。
寛永21年（1644年）改めの「真源院様御代御侍名附」に「一千石　尾池伝右衛門」とある。慶安元年（1648年）の「真源院様御代侍免撫帳」では知行1000石のうち、708石4斗は「ましき」に、291石6斗は「南郷」にあったとしている。「寛文四年六月（1664年） 御侍帳」では長岡監物組に「一千石　尾池伝右衛門」とある。
新たに称した西山姓は室町3代将軍義満（北山殿）や８代将軍義政（東山殿）に倣ったものかと思われる。
綱利の参勤交代に従って江戸に滞在する間に病没した。
子孫は明治時代まで熊本藩士西山家として続く。末裔に西山大衛がいる。